# Seznam slovenskih humorističnih časopisov
Humoristični časopisi (satirični časopisi) so periodične publikacije, ki vsebujejo krajše zgodbe, dialoge, poezijo, ilustracije ... Prvi slovenski humoristični časopis je bil Brencelj v lažnjivi obleki.
| Naslov                                      | Začetek | Konec | Kraj                       | Drugi podatki |
| ------------------------------------------- | ------- | ----- | -------------------------- | --- |
| 1. april                                    | 1952    | 1969  | Trst                       | |
| Aritas satira                               | 1998    | 1999  | Ljubljana                  | |
| Bodeča neža                                 | 1914    | 1914  | Ljubljana                  | Izhajal kot Nedeljska priloga Dneva. Urednik je bil Radivoj Korene. |
| Brivec                                      | 1891    | 1902  | Trst                       | Najprej je izhajal leta 1891, urednik je bil Ivan Dolenc. Nato je ponovno začel izhajati leta 1896, uredniki so bili Ivan Dolenc (1896-1901), Ante Švara (1901) in Dragotin Godina (1902). Uredniki so bili podporniki avstrofilstva in slovanstva. Risbe so prispevali češki karikaturisti. |
| Brencelj v lažnivi obleki                   | 1869    | 1885  | Ljubljana                  | Prvi slovenski humoristični časopis. Najprej je izhajal od 1869 do 1875, nato od 1875 do 1885. Urednik je bil Jakob Alešovec. Leta 1884 se je preimenoval v Novi Brencelj v zbadljivi in šaljivi obleki. |
| Brus                                        | 1889    | 1891  | Ljubljana                  | Izhajal kot štirinajstdnevnik. Urednik je bil Ivan Železnikar. Časopis je med drugim kritiziral Antona Mahniča, Frančiška Lampeta in Andreja Kalana. Več ljudi ga je tožilo. Izhajati je nehal, ker je Železnikar zbolel. |
| Brvinc                                      | 1955    | 1955  | Trst                       | Izšel kot priloga Primorskega dnevnika. |
| Cik-cak                                     | 1939    | 1939  | Ljubljana                  | Urednik je bil Ivan Albreht. |
| Coklja                                      | 1908    | 1908  | Trst                       | Izšla ena številka. Izdala jo je tržaška podružnica Slovenskega planinskega društva. |
| Čuk na pal'ci                               | 1922    | 1926  | Gorica                     | |
| Divji kozel                                 | 1903    | 1903  | Ljubljana                  | Izšla je ena številka. Izdalo ga je Slovensko planinsko društvo. Urednik je bil Janko Mlakar. |
| Düplin                                      | 1939    | 1941  | Murska Sobota              | Uredništvo in uprava: Josip Lipič, urednik: Milan Ferjan. |
| Golj'fiva kača                              | 1905    | 1905  |                            | Izšla je ena številka, uredil jo je Srečko Magolič. |
| Hoo-rrruk                                   | 1920    | 1920  |                            | Izšle so tri številke. Urednik je bil Wilhelm Held. |
| Humor special …                             | 2001    |       | Ljubljana                  | |
| Humornik                                    | 2009    | 2009  | Ljubljana                  | Izšla je ena številka. Urednik je bil Žiga Valetič. |
| Jež                                         | 1902    | 1909  | Ljubljana                  | Izhajal kot polmesečnik. Urednika sta bila Rado Murnik (1902-1903) in Srečko Magolič st. (1903-1909). Za časopis je karikature risal tudi Hinko Smrekar. |
| Jurij s pušo                                | 1869    | 1928  | Trst Ljubljana             | Najprej izhajal je izhajal od 1869 do 1870 kot Juri s pušo enkrat na mesec. Urednik je bil Gašper H. Martelanc. Nato od 1884 do 1886 kot polmesečnik, uredniki so bili Miroslav Malovrh (prvi dve številki), Ivan Dolinar in Eduard pl. Braunitzer. Nato je izhajal leta 1928 vsako nedeljo v Ljubljani, urednika sta bila Vladimir Kolman in Anton Kogoj (zadnje tri številke).                                                                                      |
| Komar                                       | 1905    | 1908  | New York                   | Urednik je bil najprej Frank Kerže (1905-1907), nato Louis J. Pirc in Ivan Zupan. |
| Koprive                                     | 1950    | 1952  | Cleveland                  | |
| Kurent                                      | 1929    | 1929  | Ljubljana                  | Urednik je bil Pavel Debevec. |
| Kurent                                      | 1923    |       | Slovenj Gradec             | Izhaja na pustni torek. |
| Lučki šptlivc                               | 2010    |       | Luče                       | |
| Mariborski klopotec                         | 1926    | 1928  | Maribor                    | Izšle so tri številke, vsaka eno leto. Uredniki so bili Lojze Strašnik (1. št.),Makso Šnuderl (2. št.) in Stanko Detela (3. št.). |
| Martin Krpan                                | 1926    | 1927  | Celje                      | Izšle so štiri številke. Urednik je bil Bog. Skaberne. |
| Meh za smeh                                 | 1979    |       | Ljubljana                  | Najprej se je imenoval Pavlihov humor. Glavni urednik: Ludvik Burger, odgovorni urednik Evgen Jurič. |
| Monokelj                                    | 1923    | 1923  | Gorica                     | Izhajal jan. in feb. Uredniki so bili K. Kodermac in Franc Brajda. |
| Morski vovk                                 | 1902    | 1902  | Ljubljana                  | Izšla ena številka. Urednik je bil François Chécharque. |
| Moskito                                     | 1902    | 1902  | Cleveland                  | Prvi slovenski humoristični časopis v ZDA. Urednik je bil Anton Klinc. |
| Muhe                                        | 1926    | 1927  | Ljubljana Celje            | V Ljubljani je bil urednik Ivan Kavčič, v Celju pa Polde Višnar, nato Anton Jandl, za njim France Goričan. Najprej je izhajal kot polmesečenik, leta 1927 pa trikrat na mesec. |
| Novi Brencelj v zbadljivi in šaljivi obleki | 1884    | 1885  | Ljubljana                  | Od l. 1884 ime za Brenclja v lažnjivi obleki. |
| Novi toti                                   | 1941    | 1941  | Maribor                    | Izhajal marca in aprila. Urednik je bil Ivan Gerželj. Nasledil je Toti list. |
| Osa                                         | 1905    | 1906  | Ljubljana                  | Urednik je bil Rado Murnik. Narodna napredna stranka je časopis uporabila za kampanjo proti klerikalcem. Karikature so prispevali Gvido Birolla, Maksim Gaspari, Hinko Smrekar, Fran Tratnik. |
| Palček                                      | 1911    | 1911  | Ljubljana                  | Izhajal nov. in dec., urednik je bil Srečko Magolič. |
| Partizanski toti list                       | 1944    | 1944  |                            | |
| Pavliha                                     | 1869    | 1870  | Dunaj                      | Urednik je bil Fran Levstik. V njem sta med drugim objavljala Josip Jurčič in Simon Jenko, pa tudi Levstik sam. Karikature je risal Karel Klíč. Časopis je bil vzor humorističnim časopisom do 2. svetovne vojne. |
| Pavliha                                     | 1892    | 1893  | Ljubljana                  | Urednik je bil Srečko Magolič, nato Hrabroslav Debevec. |
| Pavliha                                     | 1930    | 1930  | Slovenj Gradec             | Urednik je bil Josip Vandot (prva številka), nato Roman Bende. |
| Pavliha                                     | 1944    | 1990  |                            | |
| Pavliha                                     | 1999    | 1999  | Stahovica                  | Urednik je bil Iztok Čebašek. Izšli sta dve številki. |
| Petelinček                                  | 1870    | 1870  | Trst                       | Izšle so tri številke. Urednik je bil Gašpar H. Martelanc. |
| Pika                                        | 1912    | 1912  | Ljubljana                  | Urednik je bil Slavoj Škerlj. |
| Pipec                                       | 1963    |       |                            | Glavni urednik je že nekaj let Franček Kramer, izdaja ga celjski aktiv Društva novinarjev Slovenije. |
| Planinski šaljivec                          |         |       | Zgornji Rožnik             | Izdajati so ga začeli člani planinskega društva Pipa. Izhajal je vsako nedeljo, največ je bilo vicev. |
| POB                                         | 1987    |       | Krško                      | |
| Pohorska politika                           | 1931    | 1931  | Maribor                    | Izšla ena številka, urednik je bil Ludvik Zorzut. |
| Posebna izdaja                              | 1937    | 1939  | Ljubljana                  | Odgovorni urednik je bil Štefan Jerko, urednik pa France Slokan. |
| Pustna goflja                               |         |       | Žalec                      | |
| Pustne novice                               | 1999    |       | Dobova                     | |
| Pustne novice                               | 1961    |       | Krško                      | |
| Pustni kurir                                | 1891    | 1914  | Mozirje                    | |
| Pustni poročevalec                          | 1969    | 1986  | Brežice                    | |
| Pustnik                                     |         |       | Velenje                    | |
| Ricinovo olje                               | 1930    | 1930  | Buenos Aires               | Izšel v dveh številkah, druga pod naslovom Čuk na pal'ci. Urednik prve je bil Mirko Babuder, druge pa Ubald Vrabec. |
| Rogač                                       | 1886    | 1888  |                            | Urednik je bil Srečko Magolič. Vseboval prevode Sienkiewicza, prispevke avtorja s psevdonimom Milče, ki bi lahko bil Fran Milčinski. Je nekakšno nadaljevanje Škrata. |
| Satura                                      | 1925    | 1925  | Ljubljana                  | Izšli dve številki. Urednica je bila Nežika Simončič. |
| Skovir                                      | 1928    | 1929  | Ljubljana                  | Urednik je bil Milko Bambič. |
| Smeh                                        | 1995    |       | Ljubljana                  | |
| Smešna scena                                | 1997    |       | Ljubljana                  | |
| Središki sršen                              | 1913    |       | Središče                   | Izhajal je na dan veselega kurenta. |
| Sršen                                       | 1999    | 1999  | Ptuj                       | Urednik je bil Vlado Šerc. |
| Sršeni                                      | 1871    | 1871  |                            | Izšel v dveh številkah. Izdajali so ga mladoslovenci, glavni urednik je bil Ivan Železnikar. Sršeni je bil nekakšen odgovor na staroslovenskega Brenclja. |
| Šentpeterčan                                | 1938    | 1947  | Sv. Peter pod Sv. gorami   | Najprej je izhajal od 1938 do 1940, nato leta 1947. Urednik je bil Karel Gabron. |
| Škrat                                       | 1883    | 1885  | Ljubljana                  | Prvi urednik je bil Janko Pajk (1883-1884), nato Ivan Železnikar (1884), zadnji pa Srečko Magolič (1884–1885). Na politiko časopisa so močno vplivali radikalni liberalisti, tako se je s svojimi prispevki spravil predvsem na zmerno liberalne in narodne "elastikarje" (Frana Šukljeta, Janka Kersnika, Frana Levca), pa tudi na nemškutarje, katoliški tabor, gibanje ljubljanskih malih obrtnikov … Objavljali so ilustracije tujih avtorjev (Krejčík, Kolár …). |
| Škrat                                       | 1927    | 1928  | Kranj                      | Odgovorni urednik je bil Ignac Šumi. Časopis je vseboval kratke šale, satire na temo vsakdanjega življenja ... Na naslovnici zadnje številke je bila »osmrtnica«. |
| Tabor narodnega delavstva                   | 1909    | 1910  | Ljubljana                  | Izšli dve številki, odgovorni urednik je bil Zdravko Jančigaj. |
| Tehtnica                                    | 1912    | 1912  |                            | |
| Toti list                                   | 1938    |       | Maribor                    | Najprej je izhajal od 1938 do 1941, urednik je bil Božo Podkrajšek. Nato so ga prepovedali, nasledil ga je Novi toti (1941). Nato je ponovno izhajal od 1952 do 1953, urednik je bil Božo Podkrajšek. L. 1997 je ponovno začel izhajati, danes izhaja vsak četrtek kot priloga Večera. Od 1997 do 2007 je bil urednik Mirko Lorenci, od l. 2007 je Darinko Kores Jacks.                                                                                               |
| Vest ekspres                                |         |       | Slovenska Bistrica         | Urednik je bil Drago Čož. |
| Vicko                                       | 1994    |       | Šmartno pri Slovenj Gradcu | |
| Vranski karnevalnik                         |         |       | Vransko                    | |
| Zlatorog                                    | 1905    | 1907  | Ljubljana                  | Izdalo ga je Slovensko planinsko društvo. Urednik je bil Janko Mlakar. |